# Vrchoviny
Vrchoviny (německy Werchowin) jsou vesnice, část města Nové Město nad Metují v okrese Náchod. Nachází se asi 2,5 kilometru severně od Nového Města nad Metují. Vede jí železniční trať Týniště nad Orlicí – Meziměstí a silnice I/14. Ve vesnici se nacházela železniční zastávka, postupem času ale všechny vlaky Vrchovinami projížděly bez zastavení, až byla zastávka v prosinci 2005 zrušena úplně. Krátce poté byly zlikvidovány zbývající železniční budovy. Vrchoviny jsou také název katastrálního území o rozloze 6,55 km².

## Název
V minulosti se lidé usazovali a zakládali osady převážně u hor, řek a v úrodných krajinách. Své osady pojmenovávali buď podle zakladatele, zaměstnání nebo podle vlastnosti a povahy obyvatelstva a půdy. O původu názvu obce Vrchoviny existuje pověst, že se vody svými prameny sbíhaly na úpatí hor Unčovských lesů (které se táhly k Brance) ke Kamennému háji, kde tvořily vrchoviště, podle čehož obec dostala název Vrchoviny. Podle jiné pověsti byla obec pojmenována podle vrchů, na kterých se pěstovalo víno (tj. vrchy vinné). Tato varianta by teoreticky mohla být pravdivá, neboť vinařství bylo podle novoměstských pamětí v okolí Nového Města nad Metují rozšířené a dodnes se zde víno v menší míře úspěšně pěstuje na zahrádkách a podél zdí. Nejpravděpodobnější varianta je ovšem ta, že obec své jméno získala podle vrchů, které se rozkládají nad obcí a které tvoří vrchovinu.

## Historie
Okolní krajiny byla osidlována za kolonizace ve 13. století. V té době byla pravděpodobně založena vesnice Vrchoviny. První písemná zmínka o ní je umístěna v archivu Zemského muzea v Praze a pochází z roku 1484, kdyby byly Vrchovny zapsány v zemských deskách s tím, že patří ke Krčínu. V týchž deskách jsou Vrchoviny uvedeny k roku 1527, kdy už patřily k Novému Městu nad Metují. Z tržní obce Provodova vedla odbočka do Krčína přes dnešní katastrální území obcí Šonova a Vrchovin. 
Většina obyvatel se zabývala zemědělstvím, proslulé bylo zejména sadařství – pěstovalo se tu dvacet pět druhů třešní. Hanlivá přezdívka peckaři platila nejen pro obyvatele Nového Města nad Metují, ale i pro obyvatele Vrchovin. V roce 1668 měly Vrchoviny 30 čísel, z toho šestnáct selských usedlostí. V roce 1696 bylo napočítáno 241 obyvatel. V roce 1850 měla obec 94 usedlostí s 557 obyvateli. V roce 1796 bylo povoleno zřídit ve Vrchovinách školu, do té doby chodili vrchovinské děti do Krčína.
Vrchoviny mívaly dva pány – jedna část obce patřila Krčínu a potom Janu Černčickému z Kácova, druhá i s krčmou patřila k městskému statku. Tu přikoupil v roce 1528 od rytíře Sendražského ze Sendražic Vojtěch z Pernštejna. Lesy ve stráních nad Metují využívala obec spolu s Přibyslaví.
Pověst vypráví, že tyto lesy patřily rytíři Ratajskému, který měl pod Sendraží dřevěný zámek. Místu se dodnes říká Na Zámkách. Místo výše nad zámkem se nazývá Hláska nebo Strážnice. Rytíř měl dvě dcery, z nichž jedna se jmenovala Gertruda a druhá Eliška. Ta údajně jednou v metujských lesích zabloudila, vrchovinští dřevaři jí ukázali cestu a za tento dobrý skutek dostali ony lesy. Stalo se tak kolem roku 1360, avšak roku 1400 už Sendraž, Mezilesí, část Přibyslavi a Vrchoviny patřily ke Krčínu.

## Přírodní poměry
Podél východní hranice katastrálního území teče řeka Metuje. Zalesněný údolní svah nad ní je součástí přírodní rezervace Peklo u Nového Města nad Metují.

## Obyvatelstvo
| Rok            | 1869 | 1880 | 1890 | 1900 | 1910 | 1921 | 1930 | 1950 | 1961 | 1970 | 1980 | 1991 | 2001 | 2011 | 2021 |
| -------------- | ---- | ---- | ---- | ---- | ---- | ---- | ---- | ---- | ---- | ---- | ---- | ---- | ---- | ---- | ---- |
| Počet obyvatel | 521  | 587  | 635  | 615  | 630  | 583  | 551  | 422  | 446  | 409  | 380  | 329  | 304  | 356  | 445  |
| Počet domů     | 97   | 103  | 104  | 110  | 111  | 112  | 115  | 118  | 118  | 115  | 117  | 131  | 132  | 136  | 136  |